# Мамаи (Кировская область)
Мамаи — деревня в Котельничском районе Кировской области в составе Морозовского сельского поселения.

## География
Располагается на расстоянии примерно 31 км по прямой на юг от райцентра города Котельнич.

## История
Известна с 1802 года как деревня Мамаевская с населением 26 душ мужского пола. В 1873 году здесь (деревня Мамаевская или Мамаи) отмечено дворов 17 и жителей 123, в 1905 27 и 90, в 1926 (Мамаи) 40 и 202, в 1950 29 и 86, в 1989 году проживало 39 человек.

## Население
Постоянное население  составляло 35 человек (русские 94%) в 2002 году, 8 в 2010.